# Carlo Ponti
Carlo Fortunato Pietro Ponti, född 11 december 1912 i Magenta i Lombardiet, död 10 januari 2007 i Genève i Schweiz, var en italiensk filmproducent.

## Biografi
Carlo Ponti bidrog till en del ambitiösa, neorealistiska filmers tillkomst, men hängav sig sedan åt de stora filmspektaklen, i samarbete ibland med Dino De Laurentiis, ibland med filmbolag i Hollywood.
Ponti var gift med Sophia Loren två gånger, 1957–1962 och från 1966 till sin död. Han är far till producenten Alex Ponti och regissören Edoardo Ponti samt Carlo Ponti Jr.

## Filmografi (urval)
- 1947 – Mord på studentska
- 1952 – Den stora kärleken
- 1954 – La strada
- 1954 – Eviga äventyr
- 1954 – Den åtrådda
- 1955 – Den syndfulla mjölnerskan
- 1956 – Krig och fred
- 1960 – De två kvinnorna
- 1961 – Lola
- 1961 – En kvinna är en kvinna
- 1962 – Det ljuva lättsinnet
- 1962 – Cléo från 5 till 7
- 1962 – Ställd mot väggen
- 1963 – Föraktet
- 1963 – Igår, idag, imorgon
- 1964 – Giftas på italienska
- 1965 – På främmande mark
- 1965 – Doktor Zjivago
- 1966 – Låt tågen gå
- 1966 – Blow-up – förstoringen
- 1967 – Flykten till gränsen
- 1967 – Det brinner, min sköna
- 1970 – Zabriskie Point
- 1972 – Che?
- 1973 – Flesh for Frankenstein (ej krediterad)
- 1974 – Sommaren med Sonja
- 1974 – Bakom lyckta dörrar
- 1975 – Yrke: Reporter
- 1976 – Bland krutrök och lökdoft
- 1976 – Fula, skitiga och elaka
- 1976 – På andra sidan bron
- 1977 – En alldeles särskild dag